# La Ventana, Durango
La Ventana är en ort i Mexiko.   Den ligger i kommunen Pueblo Nuevo och delstaten Durango, i den centrala delen av landet, 700 km nordväst om huvudstaden Mexico City. La Ventana ligger 1 931 meter över havet och antalet invånare är 106.
Terrängen runt La Ventana är kuperad åt nordväst, men åt sydost är den bergig. Runt La Ventana är det mycket glesbefolkat, med 6 invånare per kvadratkilometer. Närmaste större samhälle är Santa María Magdalena de Taxicaringa, 15,8 km öster om La Ventana. I omgivningarna runt La Ventana växer huvudsakligen savannskog.